# رأب الوعاء الرئوي بالبالون
رأب الوعاء الرئوي بالبالون هو إجراء جراحي طفيف التوغل لعلاج ارتفاع ضغط الدم الرئوي الانصمامي الخثاري المزمن عند المرضى غير القادرين على الخضوع لعلاج استئصال خثرة الشريان الرئوي وبطانته أو الذين ما زالوا يعانون من استمرار ارتفاع ضغط الدم الرئوي ومن وجود تضيقات منتشرة في فروع الشريان الرئوي بالرغم من إجرائهم استئصال خثرة الشريان الرئوي وبطانته.
يستخدم الإجراء البالون لفتح الشرايين الرئوية التي تضيقت أو انسدت بالشبكات والأشرطة والأنسجة الليفية وبالتالي يعيد تدفق الدم إلى الرئتين ويقلل من ضيق النفس ويحسن نتائج اختبار إجهاد القلب. ما نزال نحتاج إلى مزيد من البيانات حول سلامة وفعالية هذا الإجراء.

## الاستخدامات الطبية
يمكن إجراء رأب الوعاء الرئوي بالبالون عند المرضى الذين يعانون من أعراض ارتفاع ضغط الدم الرئوي الانصمامي الخثاري المزمن ولا يناسبهم العلاج الجراحي. يعتبر إجراء استئصال خثرة الشريان الرئوي وبطانته العلاج الأساسي لارتفاع ضغط الدم الرئوي الانصمامي الخثاري المزمن؛ لكنه يُجرى فقط في عدد قليل من المراكز القلبية المتخصصة، ويتطلب كفاءة جراحية وتوقف دوران التبريد العميق عبر استخدام تقنية المجازة القلبية الرئوية. على أي حال قد تمنع الأمراض المرافقة والجلطات التي يتعذر الوصول إليها من إجراء العملية. يعتبر حوالي 40% من مرضى ارتفاع ضغط الدم الرئوي الانصمامي الخثري المزمن غير مؤهلين للجراحة، وقد تختلف معايير الاختيار بين المراكز.

## تقنية الجراحة
يجري متخصصين في تقنية القسطرة القلبية عملية رأب الوعاء الرئوي بالبالون. يستغرق كل إجراء ما بين ساعتين وأربع ساعات، ويخضع معظم الأشخاص لما يصل إلى ست جلسات، ويكون الوقت بين أول جلستين هو أسبوعين، أما الجلسات اللاحقة فتكون بأوقات تُحدد بناءً على تقييم المتابعة، وتختلف من مريض لآخر كل بحسب استجابته.
يُستخدم التخدير الموضعي والتركين ولا حاجة للتخدير العام، وبالتالي يبقى الشخص مستيقظًا طوال العملية. بعد إدخال القسطرة في وريد الرقبة (الوريد الوداجي الباطن الأيمن) أو وريد الفخذ (الوريد الفخذي الأيمن)، يُدخل أنبوب مجوف من خلال القسطرة ويمرر إلى الشرايين الرئوية المسدودة.
يُقيّم الفريق المتخصص حالة الشرايين باستخدام الأشعة السينية وقياس الضغوط في الشرايين الضيقة من ثم يوجهون سلك رفيع مع بالون مفرغ من الهواء عبر الأوعية الدموية إلى موقع الانسداد، حيث يُنفخ البالون، وينتج عن ذلك تمزق الخثرة المتشكلة وانضغاطها على جدران الشرايين، مما يزيد من حجم لمعة الشريان، وبالتالي تنفتح الشرايين المسدودة ويعود التدفق الدموي خلالها إلى طبيعته. يُفرّغ البالون من الهواء بعد ذلك ويُزال. يمكن علاج أكثر من شريان واحد خلال العملية.

## التحسّن والمتابعة
يحتاج المريض عادة إلى قضاء ليلة واحدة في المستشفى. ويتبع ذلك موعد فحص في غضون ثلاثة أشهر.
وقد ثبت تقارب معدل البقاء على قيد الحياة في حالة الرأب الوعائي بالبالون واستئصال خثرة الشريان الرئوي وبطانته، وهو أفضل من العلاج باستخدام الأدوية فقط.

## المضاعفات
جدران الشرايين الرئوية أرق من جدران الأوعية الدموية المغذية للقلب، لذلك قد يكون تمزق أو تسلخ الشريان الناتج عن التوسيع المفرط للبالون، وثقب الشريان الرئوي بطرف السلك التوجيهي وحدوث نزف أحد المضاعفات الأساسية. من المحتمل أيضًا حدوث إصابة رئوية بما في ذلك ضرر إعادة التروية. تقل احتمالية حدوث هذه الإصابات مع وجود متخصصين أكثر خبرة.

## تاريخ الإجراء
طُورت تقنية رأب الوعاء الرئوي بالبالون بشكل أساسي لعلاج الأطفال الذين يعانون من تضيق رئوي خلقي. بعد ذلك، استُخدم لأول مرة في علاج ارتفاع ضغط الدم الرئوي الانصمامي الخثاري المزمن في عام 1988. أُبلغ عن النتائج الأولية لفعالية إجراء رأب الوعاء الرئوي بالبالون مقارنة مع عدم إجراء استئصال خثرة الشريان الرئوي وبطانته في الحالات غير القابلة للخضوع لعمل جراحي في عام 2001، ولكن كان معدل الوفيات مرتفعًا. منذ عام 2012. وردت تقارير عن تأثير رأب الوعاء الرئوي بالبالون بشكل أساسي من مركز أوكاياما الطبي التابع لمنظمة المستشفيات الوطنية في اليابان حيث عُدل الإجراء واستخدمت بالونات أصغر. بالإضافة إلى ذلك، حُدد عدد البالونات التي تُنفَخ في كل جلسة بعناية إلى جزء أو جزئين من الأوعية الرئوية مع استهداف فص واحد فقط من الرئة خلال كل جلسة. وأُدخلت تقنية التصوير داخل الوعائي خلال الإجراء.

## الأبحاث
ما تزال هناك حاجة إلى مزيد من البيانات حول سلامة وفعالية هذا الإجراء، يجب أيضًا تقييم النتائج طويلة المدى حول انتكاس المرض، وتقييم متطلبات الدعامات ومعدل البقاء على قيد الحياة على المدى الطويل. بالإضافة إلى ذلك، لا بد من إجراء دراسات لتوضيح قابلية إجراء رأب الوعاء الرئوي بالبالون مع استخدام دواء ريوكيغوت.